# Верунић
Верунић је насељено место у саставу општине Сали, у Задарској жупанији, Република Хрватска.

## Географија
Насеље се налази на Дугом отоку.

## Историја
До територијалне реорганизације у Хрватској насеље се налазило у саставу старе општине Задар.

## Становништво
На попису становништва 2011. године, Верунић је имао 40 становника.